# Carl August Thielo
Carl August Thielo (7. februar 1707 – 3. december 1763) var en dansk-tysk teaterdirektør, forfatter, musiker og komponist.

## Tidlig karriere
Carl August Thielo var efter sin egen opgivelse født i Sachsen og kom 1726 som student på 24 år til København, hvor han begyndte at give undervisning i musik; men det var kun et kummerligt livsophold, han derved kunne fortjene. Meget bedre blev det ikke, da han i slutningen af 1730'erne blev organist ved Kastelskirken og i 5 år besørgede denne tjeneste for en årlig løn af 46 rigsdaler.
"Hunger og Kummer ligesom kiger en ud af Øjnene" – skriver han selv, i det han beskriver sin og sin families ynkelige forfatning. Men da Christian 6. var død, og teaterlysten på ny vågnede, rettede Thielo al sin iver paa at kunne opnå stillingen som teaterleder.

## Teatervirksomhed
Ludvig Holberg hørte om hans planer, og han rådede ham til at begrænse disse til kun at omfatte opførelsen af danske skuespil. Thielo opnåede da også et teaterprivilegium (30. december 1746), hvorved han fik ret til, så snart kongesorgen var forbi, at arrangere danske skuespil i København "efter den Plan, som forhen af os elskelige Ludv. Holberg er bleven lagt".
Efter betydelige vanskeligheder fik han samlet et skuespillerselskab, og forestillingerne tog deres begyndelse i et lejet lokale i Læderstræde i foråret 1747 med en række Holbergske komedier. Men snart kom Thielo i strid med skuespillerne, bl.a. foranlediget ved, at han selv begyndte at skrive Nach-Komedier for den danske Skueplads (Spøgelset med Klokken, Den nyeste Mode og flere), som de skulle tvinges til at opføre. De lavede derfor strejke og forlangte part i ledelsen af teatret.
Thielo nødsagedes til at indrømme forlangendet, og snart trængtes han fuldstændig tilbage.
Da det nye skuespilhus på Kongens Nytorv skulle grundlægges, hed det i privilegierne af 29. december 1747 for "de danske Aktørers Komediehus", at da Thielo ikke kunne antages at råde over tilstrækkelige pengemidler til husets indretning, overdroges privilegierne til skuespillernes samlede trup. Dermed endte hans direktørvirksomhed; men indtil sin død oppebar han dog en pension af 6 rigsdaler ugentlig af teaterkassen.
Han vedblev imidlertid at oversætte stykker til teatrets brug og skrev adskillige romaner (deriblandt Charlotte ell. forunderlige Tildragelser med Frk. v. Weisensøe, 3 dele, 1756-58, der blev oversat på svensk og tysk); men disse er for længst sunkne i fuldstændig glemsel.
Hans datter var Caroline Thielo, som selv blev en populær skuespillerinde.

## Virke indenfor musikken
Musikkens dyrkning var og blev ham dog det vigtigste, og efter hans eget skøn kunne han nok for sine studier fortjene titel af professor. Da han 1757 indgav ansøgning om sådan benådning, sendtes andragendet til Universitetets erklæring; men konsistorium frarådede enstemmig at bevilge det. Han døde 3. december. 1763.
Skønt Carl August Thielo ikke var nogen betydelig musiker, fortjener han dog at mindes også i denne egenskab, fordi han ved sin mangeartede musikalske virksomhed som klaverlærer, forfatter og komponist, musikhandler og udgiver af forskellige samlinger sange og klaverstykker bidrog til at udbrede sansen for musik i hjemmene og i flere retninger var den, som begyndte på noget nyt her hjemme.
Hans samlinger af De Oder, som paa den danske Skueplads udi Kjøbenhavn ere blevne opførte, der begyndte at udkomme i 1751, blev så stærkt efterspurgte, at 1. samling måtte optrykkes allerede det følgende år; i 1755 udkom alle 3 samlinger i en ny udgave med titel Musikaliske Komediestykker.
Ikke få af disse sange var komponerede af Thielo selv, deriblandt nogle, som forekommer i komedier af Holberg (Plutus, Sganarels Rejse til det filosofiske Land, Den forvandlede Brudgom).
En 4. samling Komediestykker tilføjedes i 1761. Desuden udgav Thielo tyske oder, et par hæfter menuetter og en samling Musikaliske Galanteristykker af forskellige komponister, indeholdende dels sange, dels brudstykker af symfonier arrangerede for klaver m.m.
Af hans musikpædagogiske skrifter må nævnes Tanker og Regler fra Grunden af om Musikken, som han i 1746 udgav efter opfordring af det et par år i forvejen stiftede "Musikalske Societet", og som er den første på dansk affattede bog om musikken, der er udkommen i København.